# Liste der Baudenkmale in Oldenburg (Oldb) – Kanalstraße
In der Liste der Baudenkmale in Oldenburg (Oldb) – Kanalstraße stehen alle Baudenkmale der Kanalstraße in Oldenburg (Oldb).  Die Quelle der IDs und der Beschreibungen ist der Denkmalatlas Niedersachsen.
Der Stand der Liste ist das Jahr 2022.

## Allgemein
In den Spalten befinden sich folgende Informationen:
- Lage: die Adresse des Baudenkmales und die geographischen Koordinaten. Kartenansicht, um Koordinaten zu setzen. In der Kartenansicht sind Baudenkmale ohne Koordinaten mit einem roten Marker dargestellt und können in der Karte gesetzt werden. Baudenkmale ohne Bild sind mit einem blauen Marker gekennzeichnet, Baudenkmale mit Bild mit einem grünen Marker.
- Bezeichnung: Bezeichnung des Baudenkmales
- Beschreibung: die Beschreibung des Baudenkmales. Unter § 3 Abs. 2 NDSchG werden Einzeldenkmale und unter § 3 Abs. 3 NDSchG Gruppen baulicher Anlagen und deren Bestandteile ausgewiesen.
- ID: die Objekt-ID des Baudenkmales
- Bild: ein Bild des Baudenkmales, ggf. zusätzlich mit einem Link zu weiteren Fotos des Baudenkmals im Medienarchiv Wikimedia Commons. Wenn man auf das Kamerasymbol klickt, können Fotos zu Baudenkmalen aus dieser Liste hochgeladen werden:

Zurück zur Hauptliste
| Lage                                       | Bezeichnung                                  | Beschreibung | ID       | Bild |
| ------------------------------------------ | -------------------------------------------- | --- | -------- | ---- |
| Kanalstraße 2 53° 8′ 7″ N, 8° 13′ 18″ O    | Wohnhaus                                     | Eineinhalbgeschossiger giebelständiger Putzbau von drei Achsen (im Giebel vier) mit Drempel unter Satteldach (Typus „Oldenburger Hundehütte“). Auf der linken Seite zurückgesetzter Vorbau mit Eingang. Putzgliederung: geschossteilendes Gesims, Fensterrahmungen. Vorgarten. Erbaut 1879, Architekt: Heinrich Anton Gerhard Eilers. | 37434456 | BW   |
| Kanalstraße 3 53° 8′ 7″ N, 8° 13′ 18″ O    | Wohnhaus                                     | Eckhaus zum Weidamm. Traufständiger eineinhalbgeschossiger Putzbau von fünf Achsen mit Drempel unter Satteldach. Eingang mittig. Putzgliederung: geschossteilendes Gesims, Fensterrahmungen. Vorgarten und eiserne Einfriedung. Erbaut 1880 durch Maurermeister H. Nedderßen. | 37434478 | BW   |
| Kanalstraße 4 53° 8′ 9″ N, 8° 13′ 19″ O    | Wohnhaus                                     | Eckhaus zum Weidamm. Zweigeschossiger Putzbau von vier Achsen über Sockelgeschoss unter Walmdach. Auf der linken Seite eingeschossiger Anbau, ehemals unter Terrasse und ohne Fenster. Jüngere Gaupen. Reste der Putzgliederung: geschossteilendes Gesims und Traufgesims, Quaderung des Sockels und Fensterrahmungen entfernt. Vorgarten und Einfriedung aus massiven Pfosten und erneuerten Eisengittern. Erbaut 1873, Architekt: Conrad Erich Döring. | 37434500 | BW   |
| Kanalstraße 5 53° 8′ 9″ N, 8° 13′ 19″ O    | Wohnhaus                                     | Zweigeschossiger Putzbau von vier Achsen über Sockelgeschoss unter Walmdach. Eingang auf der rechten Seite. Auf der linken Seite eingeschossiger Vorbau, ursprünglich nur Sockel, später aufgestockt. Putzglieduerng: geschossteilendes Gesims, Quaderung des Sockels, Fensterrahmungen, im Obergeschoss Brüstungsfelder. Vorgarten. Erbaut 1875, Architekt: Conrad Erich Döring. | 37434523 | BW   |
| Kanalstraße 6 53° 8′ 10″ N, 8° 13′ 20″ O   | Wohnhaus                                     | Giebelständiger eineinhalbgeschossiger Putzbau von vier Achsen über Sockelgeschoss mit Drempel unter Satteldach (Typus „Oldenburger Hundehütte“). Eingang auf der rechten Seite. Putzbgliederung (am Sockel entfernt): geschossteilende Gesimse, horizontale Fugen, Fensterrahmungen. Vorgarten und eiserne Einfriedung. Erbaut 1869–1870 durch Zimmermeister F. Logemann. | 37434545 | BW   |
| Kanalstraße 6a 53° 8′ 10″ N, 8° 13′ 20″ O  | Wohnhaus                                     | Giebelständiger eineinhalbgeschossiger Putzbau von vier Achsen mit Drempel unter Satteldach (Typus „Oldenburger Hundehütte“). Eingang auf der linken Seite. Putzgliederung: geschossteilendes Gesims, Fensterrahmungen, im Obergeschoss mittig Brüstungsfelder, Pilaster und Gebälk. Vorgarten. Erbaut um 1870 oder in den 1870er Jahren. | 37434568 | BW   |
| Kanalstraße 7 53° 8′ 11″ N, 8° 13′ 20″ O   | Wohnhaus                                     | Zweigeschossiger Backsteinbau mit Putzgliederung von fünf Achsen über Sockelgeschoss unter Walmdach. Rechte Achse und zweite Achse von links breiter, jeweils Risalite mit eingeschossigen polygonalen Standerkern unter Balkonen mit Wintergärten. Links Eingang des linken Trakts, auf der rechten Seite zurückgesetzter Vorbau mit Eingang des rechten Trakts. Putzgliederung: Quaderung des Sockels, geschossteilende Gesimse, am EG horizontale Bänder, am OG Kantenquaderung, unter der Traufe Konsolfries, Fensterrahmungen, an den Erkern Brüstungsfelder, Pilaster und Gebälk. Vorgarten. Erbaut 1893, südlicher Trakt 1896, Architekten: Mönning & Sohn, Wintergärten 1921. | 37434590 |      |
| Kanalstraße 8 53° 8′ 12″ N, 8° 13′ 21″ O   | Wohnhaus                                     | Giebelständiger eineinhalbgeschossiger Putzbau von vier Achsen über Sockelgeschoss mit Drempel unter Satteldach (Typus „Oldenburger Hundehütte“). Eingang auf der rechten Seite. Rückwärtig großer moderner Anbau. Putzgliederung: am Sockel horizontale Fugen, geschossteilende Gesimse, Kantenquaderung, Fensterrahmungen, Brüstungsfelder, im Giebel Pilaster und Gebälk sowie Nische mit Figur. Vorgarten. Erbaut 1872, Architekt: F. Logemann. | 37434614 |      |
| Kanalstraße 9 53° 8′ 12″ N, 8° 13′ 22″ O   | Wohnhaus                                     | Giebelständiger eineinhalbgeschossiger Putzbau von vier Achsen mit Drempel unter Satteldach (Typus „Oldenburger Hundehütte“). Putzgliederung: geschossteilendes Gesims, Fensterrahmungen. Vorgarten. Erbaut wohl in den 1870er Jahren oder 1893. | 37434636 |      |
| Kanalstraße 10 53° 8′ 12″ N, 8° 13′ 22″ O  | Wohnhaus                                     | Giebelständiger eineinhalbgeschossiger Putzbau von vier Achsen mit Drempel unter Satteldach (Typus „Oldenburger Hundehütte“). Eingang auf der rechten Seite. Putzgliederung: geschossteilendes Gesims, horizontale Fugen am Erdgeschoss, Fensterrahmungen. Vorgarten. Erbaut 1893 durch Zimmermeister Ulken. | 37434658 |      |
| Kanalstraße 11a 53° 8′ 13″ N, 8° 13′ 23″ O | Wohnhaus                                     | | 37434680 | BW   |
| Kanalstraße 12 53° 8′ 14″ N, 8° 13′ 23″ O  | Wohnhaus                                     | Giebelständiger eineinhalbgeschossiger Putzbau von vier Achsen mit Drempel unter Satteldach (Typus „Oldenburger Hundehütte“). Eingang auf der rechten Seite. Putzgliederung: geschossteilendes Gesims, horizontale Fugen, Fensterrahmungen, im Giebel Brüstungsfelder, z. T. Ädikula und mittiger Relieftondo. Vorgarten und eiserne Einfriedung. Erbaut 1880–1881, Architekt: F. W. Logemann. | 37434702 | BW   |
| Kanalstraße 15 53° 8′ 16″ N, 8° 13′ 24″ O  | Hebammenlehranstalt (heute Seniorenwohnheim) | Dreiflügelanlage mit rückwärtigen Trakten. Zweigeschossiger Backsteinbau mit Werksteingliederung von neun Achsen über Sockelgeschoss unter Walmdach. An der Straße Eckrisalite und breiterer Mittelrisalit mit Haupteingang, ehemals mit Giebeln. Seitentrakte mit je vier Achsen und Risaliten von zwei Achsen. Haupteingang als rundbogiges Säulenportal in Portalfeld mit Zinnen, darüber Dreifenstergruppe mit Werksteinrahmung (Bekrönung verloren). An den Eckrisaliten im EG dreibahnige Kreuzstockfenster, im OG dreibahnige Rundbogenfenster mit Maßwerkfeld von Blenderker gerahmt. Übrige Fenster unten als segmentbogige Kreuzstockfenster, oben als gekuppelte Rundbogenfenster mit bekrönendem Oculus. Giebel bei Aufstockung zerstört, inzwischen rückgebaut. Im Inneren bauzeitliche Haupttreppe. Rückwärtig mittig ehemals eingeschossiger Küchentrakt (abgebrochen). 1901–1902 nach Plänen von Architekt Ludwig Wege als Hebammenlehranstalt mit angeschlossener Entbindungsstation erbaut. Nach zahlreichen Umnutzungen erfolgt 1991 ein Umbau zum Seniorenwohnheim einschließlich Errichtung eines großen rückwärtigen Anbaus. | 37421259 |      |